# Дашков, Яков Андреевич
Яков Андреевич Дашков (1803 — 1872) — русский дипломат; действительный тайный советник. Отец П. Я. Дашкова.

## Биография
Сын бывшего посланника при Северо-Американском союзе, тайного советника Андрея Яковлевича Дашкова (1775—1831) и жены его баронессы Евгении Иосифовны Прейссер (1783—1881).
Был выпущен в 1824 году из Пажеского корпуса с чином 12-го класса и определён на службу в Коллегию иностранных дел, где с 1826 года состоял переводчиком. В 1827 году в качестве дипломатического чиновника поступил к адмиралу Д. Н. Сенявину. Участвовал в составе эскадры вице-адмирала графа Гейдена в Наваринском сражении.
Состоял секретарём русского посольства в Копенгагене, с 1832 года камергер. Занимал должности Генерального консула в Валахии и Молдавии (1840—1847), директора Азиатского департамента МИД России (1848—1852), чрезвычайного посланника и полномочного министра при дворе короля Шведского и Норвежского (1852—1872).
С 14 апреля 1845 года действительный статский советник; 11 апреля 1854 года был произведён в тайные советники с оставлением в звании камергера.
Владел домом в Санкт-Петербурге на Михайловской площади.
Скончался «от воспаления в лёгких из-за ожирения сердца» 28 февраля (11 марта) 1872 года в Стокгольме. Похоронен на кладбище в Сольна.

## Награды
В 1843 году был награждён орденом Св. Владимира 3-й степени; в 1847 году — орденом Св. Станислава 1-й степени и в 1850 году — орденом Св. Анны 1-й степени. Имел иностранные ордена: турецкий Нишан-Ифтикар (с 1843 года), датский Данеброга 1 степ. (с 1848 года) и греческий Орден Спасителя 2 степени (с 1850 года). В 1856 году награждён орденом Св. Владимира 2-й степени, орденом Белого орла — в 1860 году, Св. Александра Невского — в 1865 году. В 1868 году за отличие Дашков был награждён чином действительного тайного советника и шведским орденом Полярной звезды 1-й степени.

## Семья
Жена (с 7 июня 1840 года) — Павла Ивановна Бегичева (10.02.1816—24.09.1887), родственница пушкинских знакомых Вульфов, дочь генерал-майора Ивана Матвеевича Бегичева и Екатерины Николаевны Вындомской. Вместе с матерью и сестрой Анной (женой адмирала П. А. Колзакова) была знакома с родителями Пушкина и им самим. Устроительница усадьбы Надбелье и крупнейшая землевладелица Лужского уезда. Увлекалась живописью и, живя с мужем в Стокгольме, состояла в шведском Обществе любителей искусства. Похоронена на Новодевичьем кладбище в Петербурге.
У них было шесть детей:

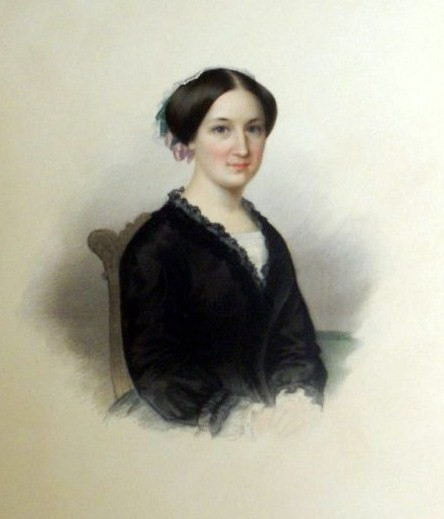
Павла Ивановна Дашкова

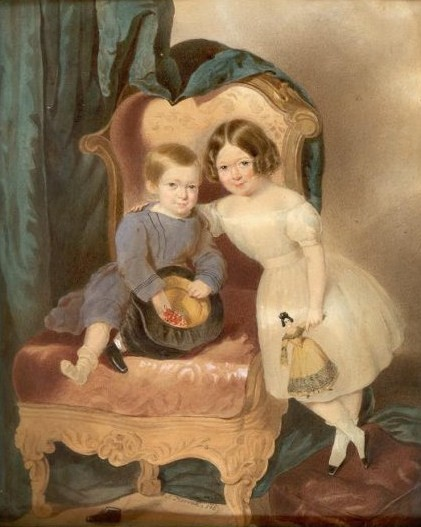
Евгения Яковлевна с братом Андреем (1846)

- Евгения Яковлевна (1842—1906), фрейлина двора (08.04.1862); в замужестве за бароном Акселем Бойе (1828—1903).
- Андрей Яковлевич (1845—08.03.1849), умер от атрофии в Лондоне.
- Анна Яковлевна (1847—1919)
- Павел Яковлевич (1849—1910), камер-юнкер, библиофил.
- Андрей Яковлевич (02.10.1850—1919), полковник, награждён орденом Св. Анны, Св. Станислава и прусским Красного Орла 2 степени; с 1904 года — генерал-майор в отставке.
- Дмитрий Яковлевич (14.09.1853—1928), генерал-майор, служил в Кавалергардском полку. Во время Первой мировой войны — главный уполномоченный Красного Креста. В 1910 году унаследовал коллекцию брата Павла, которая в 1924 году была национализирована.

Все дети, кроме скончавшегося в младенчестве Андрея, получили первоначальное образование в Швеции, и до конца жизни в их речи можно было расслышать лёгкий шведский акцент.